# Masayuki Suzuki (astronomo)
Masayuki Suzuki (...) è un astronomo amatoriale giapponese, di professione docente universitario.
Masayuki Suzuki è professore di geofisica presso il dipartimento Scienze della Terra dell'Università di Utsunomiya (Prefettura di Tochigi) .
Da non confondere con i quasi omonimi astronomi Kenzo Suzuki e Shōhei Suzuki o con l'astrofilo Shigenori Suzuki.

## Scoperte
Masayuki Suzuki ha scoperto la cometa C/2002 O6 SWAN (SOHO 497)  e coscoperto la C/2005 P3 SWAN (SOHO-1012) con Vladimir Bezugly, Michael Jäger, Michael Mattiazzo e Hirohisa Sato .